# STS-124
STS-124は、国際宇宙ステーション（ISS）組立ミッション（1J）のために、2008年5月末から15日間に渡って行われたスペースシャトルディスカバリーによる有人宇宙飛行である。
ミッション内容は、日本の実験棟きぼうの本体部分である船内実験室のISSへの運搬と設置、STS-123でISSに仮設した船内保管室の本設置等であった。

## 乗組員
かっこ内の数字は、今回を含めたフライト経験数。
- マーク・E・ケリー (3) — 船長
- ケネス・ハム（英語版） (1) — パイロット
- カレン・ナイバーグ (1) — ミッションスペシャリスト
- ロナルド・ギャレン（英語版） (1) — ミッションスペシャリスト
- マイケル・E・フォッサム (2) — ミッションスペシャリスト
- 星出彰彦 (1) — ミッションスペシャリスト（ 日本，JAXA）

### 出発する Expedition 17 乗組員
- グレゴリー・シャミトフ (1) — フライトエンジニア

### 帰還する Expedition 16–17 乗組員
- ギャレット・リーズマン (1) — フライトエンジニア

## 緊急時救援飛行
STS-124の飛行中に万が一、耐熱パネルに損傷が生じる等してディスカバリーが地球への再突入に耐えられないと判断された場合、エンデバーが救援飛行を行うことになっていた。この飛行はSTS-326と名付けられており、STS-126で飛行予定の7名の宇宙飛行士の中からクリストファー・ファーガソン船長以下4名の飛行士が搭乗することになっていた。